# Cratere Sklodowska (Luna)
Sklodowska è un grande cratere lunare di 125,55 km situato nella parte sud-occidentale della faccia nascosta della Luna.
Il cratere è dedicato alla chimica polacca Maria Skłodowska-Curie.